# Peziza recedens
Peziza recedens är en svampart som först beskrevs av Jean Louis Emile Boudier, och fick sitt nu gällande namn av Sacc. & P. Syd. 1902. Peziza recedens ingår i släktet Peziza och familjen Pezizaceae.   Inga underarter finns listade i Catalogue of Life.